# Fouché: Retrat d'un home polític
Fouché: Retrat d'un home polític és ua biografia escrita per Stefan Zweig en 1929 sobre Joseph Fouché. Ha estat publicada en català per Quaderns Crema i traduïda a nombroses llengües.
Com explica el mateix Zweig, la base documental està en la premiada obra sobre Fouché escrita per Louis Madelin. Considerava que la figura del polític havia estat mal entesa i el fascinava el caràcter ambivalent del personatge, que el feia mereixedor de grans crítiques ja en vida i de retrats freqüents en la posteritat. Fouché representa les aplicacions de Nicolau Maquiavel a l'edat contemporània, una figura pragmàtica que no aspira a ser un heroi sinó a la supervivència en un entorn complicat, encara que sigui canviant d'ideologia o d'aliats. Esdevé un testimoni privilegiat dels canvis de règim de França i el record del passat en cada període. També actua com a antagonista de Napoleó Bonaparte.
Zweig, com en altres biografies, prescindeix d'un relat estrictament cronològic per apropar-se a la personalitat íntima del protagonista. Fouché: Retrat d'un home polític és una de les seves obres més conegudes després del llibre dedicat a Erasme. Com s'indica al subtítol, el que vol destacar és com adapta la seva moral i accions a la política. Zweig pensava que aquest tipus d'homes havien influït molt més del que es pensava a la història europea però el seu caràcter i les accions secretes no havien destacat la seva figura a ulls populars.